# Rohrbach an der Gölsen
Rohrbach an der Gölsen – gmina w Austrii, w kraju związkowym Dolna Austria, w powiecie Lilienfeld. Według Austriackiego Urzędu Statystycznego liczyła 1639 mieszkańców (1 stycznia 2014).